# Broadland
Pour les articles homonymes, voir Broadland (homonymie).
Broadland est un district non métropolitain du Norfolk, en Angleterre.
Le district de Broadland tire son nom du parc national de The Broads.
Le conseil de district siège à Thorpe St Andrew, dans la banlieue de Norwich.
Le district a été créé le 1er avril 1974. Il est issu de la fusion des districts ruraux de St. Faiths et Aylsham, et une partie du district rural de Blofield and Flegg.
Lors du recensement de 2001, il couvrait une superficie de 546 km2, pour une population de 118 513 habitants.

## Composition
Le district comprend les paroisses civiles suivantes :
- Acle
- Alderford
- Attlebridge
- Aylsham
- Beeston St Andrew
- Beighton
- Belaugh
- Blickling
- Blofield
- Booton
- Brampton
- Brandiston
- Brundall
- Burgh and Tuttington
- Buxton with Lammas
- Cantley, Limpenhoe and Southwood
- Cawston
- Coltishall
- Crostwick
- Drayton
- Felthorpe
- Foulsham
- Freethorpe
- Frettenham
- Great and Little Plumstead
- Great Witchingham
- Guestwick
- Hainford
- Halvergate
- Haveringland
- Hellesdon
- Hemblington
- Hevingham
- Heydon
- Honingham
- Horsford
- Horsham St Faith and Newton St Faith
- Horstead with Stanninghall
- Lingwood and Burlingham
- Little Witchingham
- Marsham
- Morton on the Hill
- Old Catton
- Oulton
- Postwick with Witton
- Rackheath
- Reedham
- Reepham
- Ringland
- Salhouse
- Salle
- South Walsham
- Spixworth
- Sprowston
- Stratton Strawless
- Strumpshaw
- Swannington
- Taverham
- Themelthorpe
- Thorpe St Andrew
- Upton with Fishley
- Weston Longville
- Woodbastwick
- Wood Dalling
- Wroxham

## Source
- (en) Cet article est partiellement ou en totalité issu de l’article de Wikipédia en anglais intitulé « Broadland » (voir la liste des auteurs).